# Danton Remoto
Danton R. Remoto (sinh ngày 25 tháng 3 năm 1963) là một nhà văn, nhà tiểu luận, phóng viên, biên tập viên, chuyên mục, và giáo sư người Philippines. Remoto là người nhận giải nhất tại Cuộc thi viết thư ASEAN dành cho giới trẻ. Giải thưởng đã khiến Remoto trở thành một học giả tại Đại học Ateneo de Manila ở Philippines. Là một giáo sư, Remoto dạy tiếng Anh và Báo chí tại Đại học Ateneo de Manila.  Remoto là chủ tịch danh dự của Ang Ladlad, một đảng chính trị đồng tính nữ, đồng tính nam, song tính và chuyển giới (LGBT) ở Philippines.

## Tiểu sử
Remoto được sinh ra tại Căn cứ Không quân Basa, FloridTHER, ở tỉnh Pampanga. Cha của ông, Francisco Sr., là một người lính trong khi mẹ ông, Lilia Relato, là một giáo viên âm nhạc.

## Công việc
Bài viết của Remoto bao gồm những điều sau đây:

### Thơ
- Skin, Voices, Faces (1991)
- Black Silk Pajamas / Poems in English and Filipino (1996)
- Pulotgata; The Love Poems (2004)
- Rain
- Padre Faura Witnesses The Execution of Rizal

### Tiểu luận
- Seduction and Solitude
- X-Factor
- Gaydar
- Buhay Bading
- Rampa: Mga Sanaysay
- A Teacher's Tale

### Sách
- Ladlad
- Bright,Catholic and Gay
- Happy Na, Gay Pa
- Riverrun

## Đóng phim
- Tayuan mo at Panindigan!  (AksyonTV, 2011–2012)
- Remoto Control  (Radyo5 92.3 News FM, 2012-June 2017; Radio Pilipinas 1, Q3 2017–nay)